# Tudor George
Tudor George (n. Tudor Georgescu 3 februarie 1926, Ulmeni, Ilfov - d. 10 ianuarie 1992, București) a fost un poet și traducător român.

## Date biografice
A absolvit liceul „Marele Voievod Mihai” (București) și Facultatea de Științe Juridico-Administrative din București (1949).
Poreclit Ahoe, a fost unul din boemii generației sale, împreună cu Leonid Dimov, Virgil Mazilescu, Teodor Pîcă, Florin Pucă, Dumitru Țepeneag etc..
Totodată a fost și un bun jucător de rugby, devenit ulterior antrenor la Locomotiva Grivița Roșie.
Ultimii ani ai vieții (1980-1992) a locuit într-un bloc de pe str.Polonă nr.115, la scara A, unde se află o placă memorială a scriitorului.
Premiul de literatură sportivă Tudor George este numit în cinstea lui.

## Scrieri
- Legenda cerbului - poem (1957)
- Bob auriu (1959), carte pentru copii
- Balade (1967)
- Veverița de foc (1967), carte pentru copii
- Copacul descătușat - Poem simfonic (1968)
- Balade (1969)
- Țara migrenelor (1970)
- Balade singaporene, Ed. Tritonic (1970)
- Țara migrenelor (1970)
- Sonetele aeriene - trilogia sonetelor vol. I (1972)
- Armura de sudoare - trilogia sonetelor vol. II (1972)
- Bazarul cu măști - trilogia sonetelor vol. III, Ed. Eminescu, 1973
- Parfumul timpului (1975)
- Imnuri olimpice (1975)
- Sub semnul lui Hercule. Sport și liră (1976)
- Catehismul iubirii (1977)
- Imaculatul panegiric (1978)
- Cupola Bărăganului (1979)
- Scarabeul sacru - legende, balade, sonete, poeme (1979)
- Dicționar de omonime și de familii de cuvinte, ușor de învățat, pe rime, la care să luați aminte (1980), carte pentru copii
- Ierbarul amorului. Blazoane, imnuri, elegii, sonete, Ed. Junimea, 1981
- Inventar celest sau Taraba marelui talcioc cu hârburi strânse la un loc sau Turnanta frescă picarescă (1982)
- Dacica (1984)
- Cetatea de sidef (1985), carte pentru copii
- Olympia (cu Virgil Ludu), Ed. Sport-Turism, 1985
- Turmele soarelui (1985)
- Cartea Sonetului 1 , Ed. Cartea Românească, 1987
- Patriarhale și exotice (1988)
- Povestea lui Bob-Auriu (1989)
- Cartea Sonetului 2 , Ed. Cartea Românească, 1990
- Jurnal singaporean (2003)

## Traduceri
- Kiss Jenö, Poezii, ESPL, 1957, tr. împreună cu Teodor Pîcă, Alexandru Andrițoiu
- Giosue Carduc, Scrieri alese, (1964) (în colaborare cu Barbu Solacolu și Nina Fațon)
- Mark Gallai, Peste bariere nevăzute, (1965) (în colaborare cu Gleb Bocunescu)
- Ady Endre, Poezii, București, 1965;
- Aldo Palazzeschi, Surorile Materassi, (1969) (în colaborare cu Marilena Munteanu)
- Philip Sidney, Astrophel și Stella, (1980)
- Cecco Angiolieri, Cantonierul, (1982)
- Poeți letoni contemporani, (1987) (în colaborare cu Ioan Covaci)
- Domenico di Giovannini, Rime (1991)

## Premii și distincții
- Premiul Asociației Scriitorilor din București (1979)
- Premiul Organizației de Pionieri (1980)[2]